# Bush House

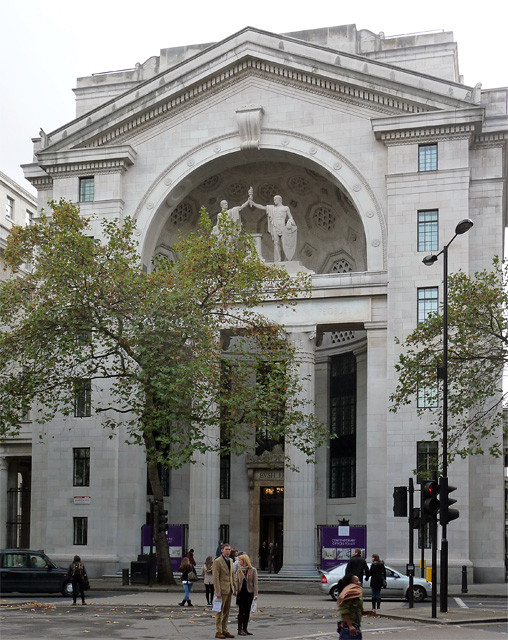
Portal des Bush House

Bush House ist ein Büro- und Geschäftsgebäude zwischen Aldwych und Strand in London, Großbritannien. Es wurde ab 1923 von den New Yorker Architekten Helmle und Corbett in mehreren Bauabschnitten errichtet.
Zwischen 1940 und 2012 beherbergte es in vier von insgesamt fünf Gebäudeflügeln den BBC World Service und die Abteilung Neue Medien des BBCi. 
Seit 2016 wird das Bush House durch das King’s College genutzt.

## Geschichte
Der amerikanische Geschäftsmann Irving T. Bush – eine Verwandtschaft mit den US-Präsidenten ist nicht bekannt – erhielt 1919 den Zuschlag für seinen Gebäudenutzungsentwurf, der ursprünglich von Harvey Wiley Corbett als ein neues Handelszentrum geplant war. Das Gebäude wurde aus Portlandstein, einer Kalksteinart, errichtet. Die hölzernen Türen und die Wandvertäfelungen lieferte der in Reading ansässige Spezialbetrieb Samuel Elliott & Sons.
Die verschiedenen Gebäudeflügel wurden über einen Zeitraum von 13 Jahren erbaut und eröffnet:
- 1923: Gebäudemitte
- 1928: Nordwestflügel
- 1929: Nordostflügel
- 1930: Südostflügel
- 1935: Südwestflügel

Die offizielle Eröffnung wurde durch Arthur James Balfour am 4. Juli 1925 vorgenommen. Sie beinhaltete die Enthüllung von zwei durch die amerikanische Künstlerin Malvina Hoffman geschaffenen Statuen. Im Jahr 1929 galt Bush House als „das teuerste Gebäude der Welt“. Die Baukosten waren mit 10 Millionen Dollar für die damalige Zeit tatsächlich astronomisch hoch.
Nachdem eine Luftmine das Broadcasting House des BBC am 8. Dezember 1940 beschädigt hatte, zog der europäische Auslandsdienst der BBC in den Südostflügel, der übrige  BBC World Service folgte im Jahr 1958.
Die BBC war nie Eigentümer des Gebäudes. Der Mietvertrag der BBC mit Kato Kagaku, der derzeitigen japanischen Besitzerfirma, lief im November 2012 aus. 
Im Zuge ihres Modernisierungsprogrammes des Stammhauses am Portland Place im zentralen Londoner Marylebone-Bezirk räumte die BBC schrittweise den größten Teil des Gebäudes. Die letzte Nachrichtensendung aus Bush House wurde am 12. Juli 2012 um 12 Uhr Ortszeit (11 Uhr GMT) gesendet. Der Nachrichtensprecher war Iain Purdon.
Seit 2016 mietet das Londoner King’s College das Bush House sowie nebenstehende Gebäude. Die Nutzung ist für mindestens 50 Jahre vorgesehen.